# Daniel Dratwa
 (juin 2015).
Si vous disposez d'ouvrages ou d'articles de référence ou si vous connaissez des sites web de qualité traitant du thème abordé ici, merci de compléter l'article en donnant les références utiles à sa vérifiabilité et en les liant à la section « Notes et références ».
Daniel Dratwa est un historien belge spécialisé dans l’histoire des Juifs en Belgique après 1830.

## Biographie
Ancien conservateur du Musée juif de Belgique (MJB), Daniel Dratwa est diplômé de l’Université libre de Bruxelles (ULB) en économie (1974) et a obtenu un diplôme d’Étude Approfondie en Histoire sociale de l’Université Paris –X (Nanterre) (1984). Chercheur au Centre National des Hautes Études Juives (1980-1984), il est le commissaire de la première exposition consacrée à l’histoire des Juifs en Belgique avant de devenir le conservateur du Musée Juif de Belgique (MJB), dont il fut l’un des plus actifs initiateurs, fonction qu’il remplit jusqu’en 2014. Il est membre fondateur de l’Association Européenne des Musées juifs (AEJM) (1987) et en fut le président de 2001 à 2007. Administrateur du Conseil Bruxellois des Musées (CBM) (2002-2015), il en est le représentant au sein du Conseil des Musées de la Fédération Wallonie-Bruxelles (2009-2015). Depuis 1998, il est membre du conseil scientifique de la Fondation de la Mémoire Contemporaine (Bruxelles).
Il est également le président du Cercle de Généalogie Juive de Belgique – Kring voor Joodse Genealogie in België (CGJB-KJGB), qu’il créa en 1994.

## Recherches
Ses recherches et publications sont essentiellement consacrées à l’art, à l’histoire sociale du judaïsme belge à l’époque contemporaine et aux biens culturels juifs spoliés durant l’Occupation nazie. Il est régulièrement consulté en qualité d’expert par la Commission d’Étude des Biens juifs (Commission Buysse), avant d’être désigné comme expert auprès du ministère des Affaires étrangères pour les conférences internationales de Vilnius (2000) et de Prague (2009), portant sur les œuvres d’art spoliées en Allemagne et dans les territoires annexés et occupés. Il siège par ailleurs au Council of Art Loss Register (Londres) et à l’Advisory Council of European Shoah Legacy Institute (Prague).

## Distinction
- 2014 : Officier de l’Ordre de Léopold II[réf. nécessaire]

## Publications
- 150 ans de judaïsme belge, Bruxelles, Bruxelles, Consistoire Central Israélite de Belgique, 1980.
- Répertoire des périodiques juifs parus en Belgique de 1841 à 1984 : addenda à la liste de 1841-1959. Catalogue des périodiques de 1960-1984, Bruxelles, Centre d’Études du Judaïsme contemporain, Institut de Sociologie de l’ULB, 1985.
- Répertoire des périodiques juifs parus en Belgique de 1841 à 1986, édition revue et augmentée, Bruxelles, Pro Museo Judaïco, 1987.
- Lettres et discours sur la Question juive et le sionisme. Écrits rassemblés et commentés par Daniel Dratwa, Bruxelles, Éditions Pro Museo Judaïco, 1987.
- Art et histoire des Juifs en Belgique : un panorama, Bruxelles, Musée juif de Belgique, 1991.
- Les bâtisseurs de synagogues. 1865-1914. De bouwers van synagogen, 1865-1914, catalogue de l’exposition, Bruxelles, Musée juif de Belgique, 1991.
- Trésors de la vie juive. Schatten uit het joodse leven, catalogue de l’exposition, Bruxelles, Musée juif de Belgique, 1993.
- De Gracia Nasi à Nico Gunzburg : ombres et lumières du judaïsme anversois. Van Garcia Nasi tot Nico Gunzburg schaduwen en lichten van het Antwerpse Jodendom, catalogue de l’exposition, Bruxelles, Musée juif de Belgique, 1993.
- Libération et reconstruction : la vie juive en Belgique après la Shoah. Bevrijding en heropbouw. Het joodse leven in België na de Shoah, catalogue de l’exposition, Bruxelles, Musée juif de Belgique, 1994.
- Médailles à thème juif de Belgique, suivi de Mon passé, de Jacques Wiener, catalogue de l’exposition, Bruxelles, Musée juif de Belgique, 1997.
- En collaboration avec Zahava Seewald, Avis à la population : l’histoire juive s’affiche. Public Notice : Jewish History in Posters, Bruxelles, Musée juif de Belgique, 2010.